# Valère Croes
Valère Joseph Ghislain baron Croes (Alken, 29 maart 1934 - Sint-Truiden, 26 februari 2020) was een Belgisch bankier en bestuurder.

## Levensloop
Valère Croes behaalde een licentiaat in de wiskundige en actuariële wetenschappen aan de Katholieke Universiteit Leuven.
Hij was gedelegeerd bestuurder van de verzekeringsmaatschappij AG Groep en speelde in 1990 een belangrijke rol bij de totstandkoming van Fortis. In dat jaar fuseerden de Nederlandse verzekeringsmaatschappij AMEV en de Nederlandse bank VSB Groep. In hetzelfde jaar trad ook AG toe, wat tot het ontstaan van de bank-verzekeraar Fortis leidde. Zowel bij AG als Fortis vormde hij een tandem met Maurice Lippens. Croes was ook medeverantwoordelijk voor de overname van de Algemene Spaar- en Lijfrentekas (ASLK) in 1993 en werd voorzitter van de raad van bestuur van ASLK, dat in 1999 met de Generale Bank tot Fortis Bank fuseerde. Bij de Fortis Groep bekleedde Croes diverse managementfuncties. Begin 1997 werd Croes als topman van de Belgische afdeling van Fortis opgevolgd door Herman Verwilst.
Croes was ook voorzitter van de Beroepsvereniging der Verzekeringsondernemingen.
Hij werd in oktober 1996 in opvolging van Jan Huyghebaert ook voorzitter van de raad van bestuur van luchtvaartmaatschappij Sabena. In april 2001 werd hij in deze hoedanigheid door Fred Chaffart opgevolgd. Enkele maanden later ging Sabena failliet.
Verder was Croes ondervoorzitter van Immobel en bestuurder van de Generale Maatschappij, Electrabel, Forelux, Tractebel en Tessenderlo Chemie. Hij was ook voorzitter van de Koninklijke Vereniging van Belgische Actuarissen en van de Koninklijke Harmonie Sint-Cecilia in zijn woonplaats Gingelom en voorzitter van het Koninklijk Instituut der Eliten van de Arbeid en het Koninklijk College der Eredekens van de Arbeid.

## Onderscheidingen
- Officier in de Kroonorde
- Opname in de erfelijke adel met de persoonlijke titel baron (1998)